# Malvina Hoffman

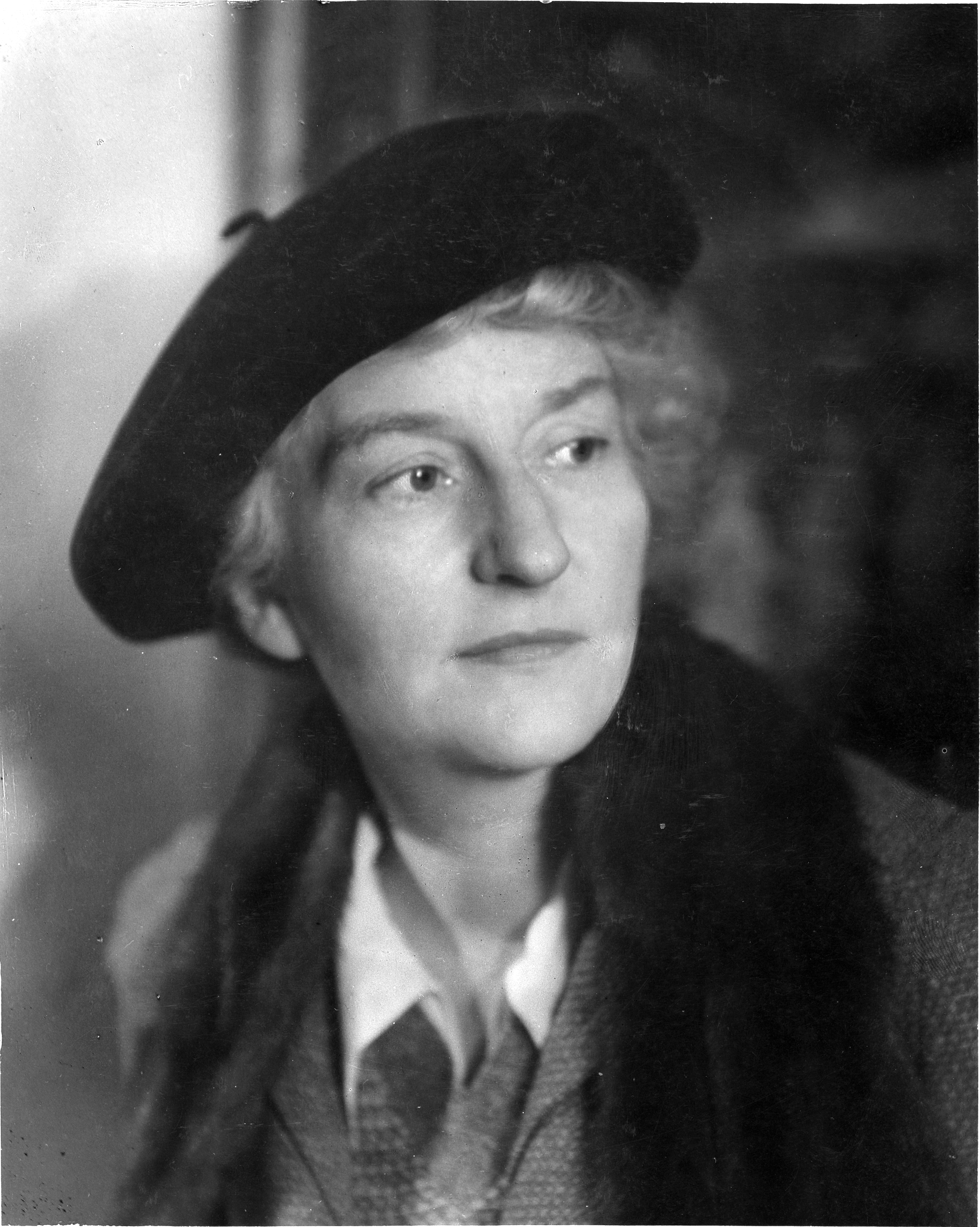
Malvina Hoffman

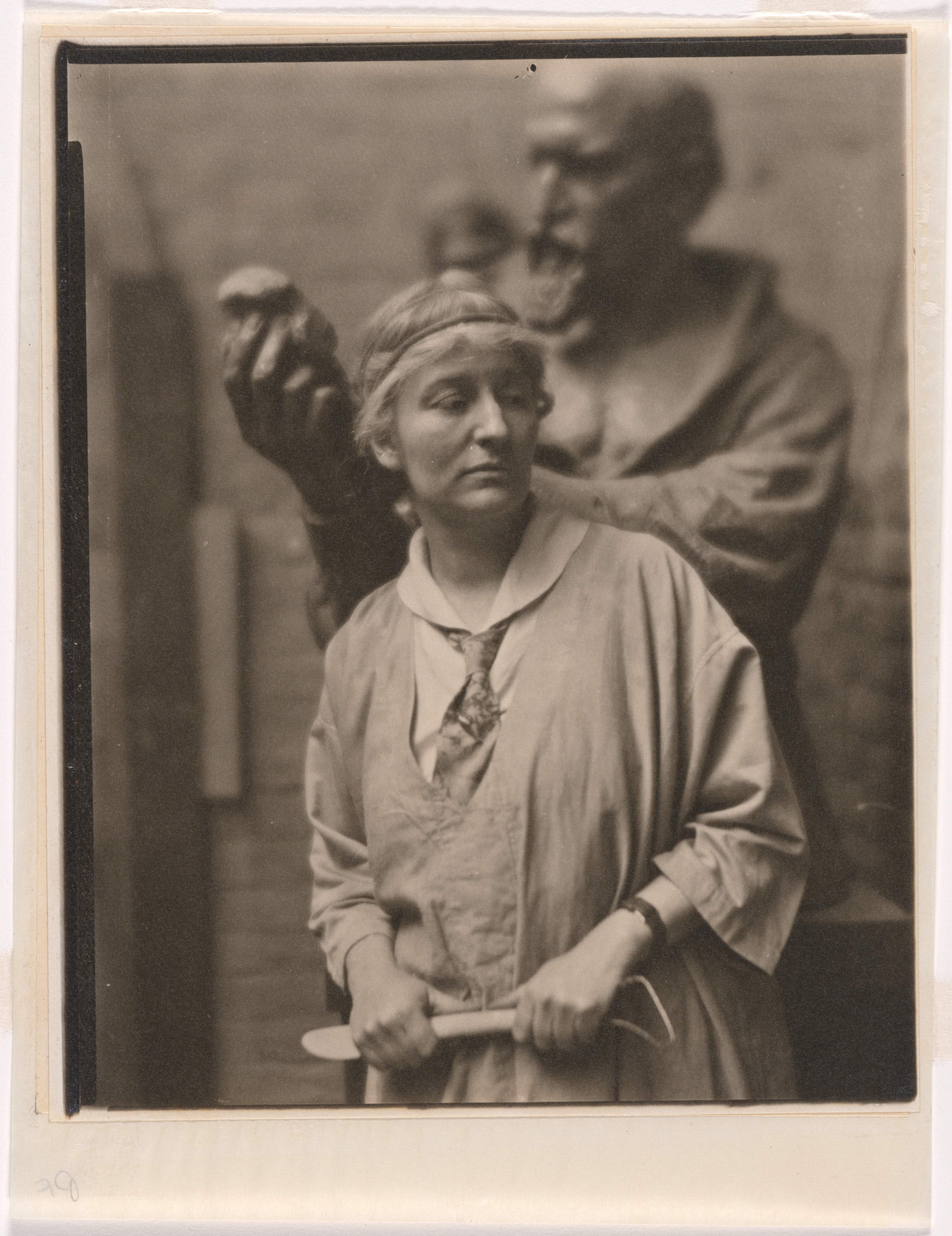
Malvina Hoffman (1928)

Malvina Cornell Hoffman (* 15. Juni 1885 in New York; † 10. Juli 1966 ebenda) war eine amerikanische Bildhauerin, die für ihre lebensgroßen Bronzefiguren, Porträts und Tanzskulpturen bekannt war.

## Leben
Malvina Hoffman wurde als jüngstes Kind von Fidelia Marshall Lamson Hoffman, einer Amateurpianistin aus einer angesehenen New Yorker Familie und Richard Hoffman, einem englischen Konzertpianisten (der bei den New Yorker Philharmonikern spielte), Komponisten und Lehrer geboren. Bis sie zehn Jahre alt war, wurde sie zu Hause unterrichtet. Anschließend besuchte Hoffman Privatschulen in Manhattan, zuerst die Chapin School und anschließend die Brearley School. Schon in frühen Jahren wurde Malvina Hoffman zu künstlerischen Aktivitäten ermutigt und nahm an Abendkursen an der Veltin School for Girls teil, wo sie Bildhauerei bei Herbert Adams und George Gray Bernard studierte. Samstags besuchte sie Malkurse bei John White Alexander an der Art Students League of New York sowie an der New York School of Applied Design for Women.
Malvina Hoffman nahm Unterricht in Malerei und Zeichnen bei Harper Pennington, einer Freundin der Familie, und in Bildhauerei bei John Gutzon de la Mothe Borglum. Im Jahre 1907 begann sie als Assistentin von Alexander Phimister Proctor zu arbeiten.
Der volle Stundenplan und die intensive künstlerische Produktion führten Zeit ihres Lebens zu Überarbeitung und periodischen Anfällen von Erschöpfung und Krankheit. Im Jahre 1909 schuf Malvina Hoffman unter der Anleitung von John Gutzon de la Mothe Borglum ihre erste Skulptur, eine Porträtbüste ihres Vaters aus Marmor, die sie in Phimister Proctors Atelier in MacDougal Alley herstellte, einer Anlage mit umgebauten Pferdeställen, wo sie die Ateliers von James Earle Fraser, Laura Gardin, Edward Deming und Gertrude Vanderbilt Whitney besuchte. Die positive Aufnahme der Marmorbüste ermutigte Hoffman, sich auf die Bildhauerei zu konzentrieren. Nach dem Tode ihres Vaters im Jahre 1910 besuchten Malvina Hoffman und ihre Mutter zunächst Italien und London und wohnten anschließend bis zum Beginn des Ersten Weltkrieges in Paris.
Für 16 Monate studierte Malvina Hoffman dort Bildhauerei bei François-Auguste-René Rodin und arbeitete als Atelierassistentin der amerikanischen Bildhauerin Netta Deweze Frazee Janet Scudder. Während des Ersten Weltkrieges kehrte Hoffman nach New York zurück, studierte Anatomie an der Columbia University Medical School, schloss sich dem Amerikanischen Roten Kreuz an und reiste nach Serbien. Malvina Hoffman befreundete sich unter anderem mit Gertrude Stein, Romaine Brooks und Anna Pawlowna Pavlo.
In Murray Hill, Manhattan richtete Hoffman ein Atelier im Sniffen Court Historic District ein und bezog eine Wohnung direkt darüber, in der sie zwischen 1914 und 1966 lebte. Hoffmans Vermieterin war die Philanthropin und Sammlerin Carol Averill Harrington. Der Gebäudekomplex bestand aus 10 zweistöckigen Ställen aus Ziegelstein, die 1863–64 im Stil der Neuromantik erbaut und in den 1920er-Jahren in Wohnungen und Ateliers umgebaut wurden. An der Rückwand des Stalles befinden sich zwei von Malvina Hoffman erstellte Gedenktafeln.

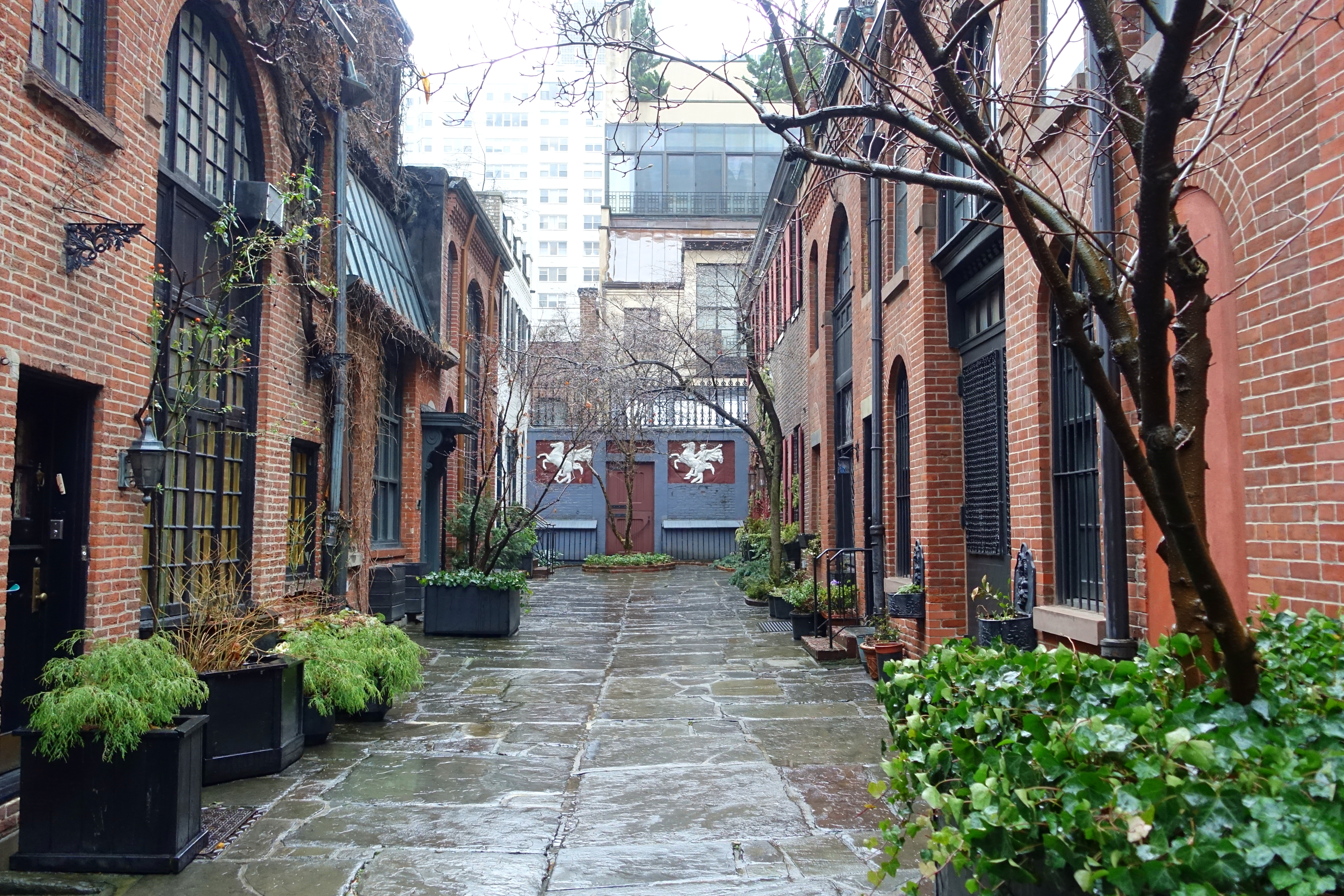
Sniffen Court Historic District

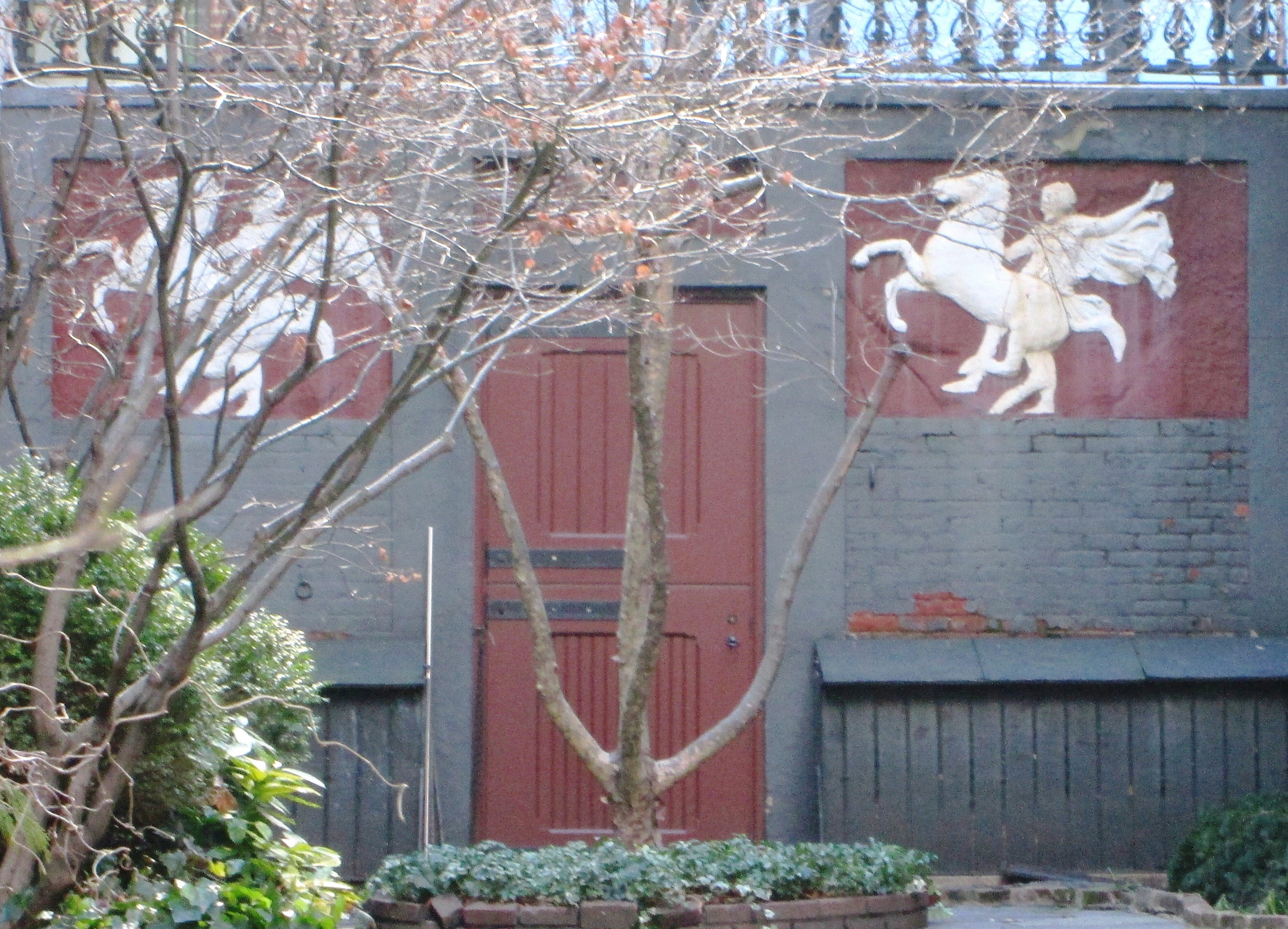
Sniffen Court Historic District – Gedenktafeln

Nach dem Krieg kehrte Malvina Hoffman nach Paris zurück. Bis zum Tode ihrer Mutter im Jahre 1922 lebte Malvina Hoffman mit ihr zusammen. Am 4. Juni 1924 heiratete Malvina Hoffman ihren langjährigen Freund Samual Bonarius Grimson und wohnte mit ihm in Sniffen Court. 1925 lernte Malvina Hoffman den kroatischen Bildhauer Ivan Meštrović kennen, der sich zur Eröffnung seiner Ausstellung im Brooklyn Museum in New York aufhielt. Sie lud ihn ein, am Sniffen Court zu arbeiten, bis er sein eigenes Atelier in der Stadt fand. Während dieser Zeit fertigten beide Porträts voneinander an – Hoffman schuf eine überlebensgroße Bronze von Meštrović, die sich heute im Brooklyn Museum befindet, während Meštrović eine Terrakotta-Büste von Hoffman anfertigte. Malvina Hoffman kaufte 1927 ein Grundstück in Paris, wo sie die Villa Asti baute, ihr Haus und Atelier, das im Juni 1928 fertiggestellt wurde. Im nächsten Jahr verschiffte sie alle fertigen Arbeiten, die sie im Laufe der Jahre in Paris angefertigt hatte, nach New York.
Auf der Suche nach Modellen für ihren Auftrag The Living Races of Man mit 27 lebensgroßen Figuren, 27 Büsten und 50 Köpfen reiste Malvina Hoffman im Jahre 1931 sieben Monate lang in Begleitung ihres Mannes, der als Expeditionsfotograf fungierte, Jean Macao, ihrem Assistenten und Gipsgießer sowie Gretchen Green als Expeditionssekretärin durch Hawaii, Japan, China, Bali, Burma, Java, Malaysia, Indien und Sri Lanka. 1936 ließ sich Malvina Hoffman scheiden und man spekulierte, dass die Scheidung durch die Affäre mit der Ballerina Anna Pawlowna Pavlo bedingt war. Ab 1938 lebte Malvina Hoffman wieder in New York. Im Mai 1948 kehrte Malvina Hoffman nach Paris zurück. Auch in den 1940er und 1950er Jahren schuf Hoffman weiterhin Porträtbüsten, Figuren und Medaillen. Sie nutzte ihre bildhauerischen Fähigkeiten auch dazu, Prothesen und medizinische Modelle für pränatale Studien herzustellen.
1951 wurde Malvina Hoffman zur Ritterin der Ehrenlegion ernannt, 1957 zur „Woman of the Year“. Im Jahre 1958 erlitt sie einen Herzinfarkt, der sie ans Bett fesselte, so dass sie nur noch kleine Figuren modellieren konnte und beendete ihr Kunstschaffen 1963. Sie starb 1966 im Alter von 81 Jahren.

## Werk
- 1906: The Way of a Serpent on the Rock”, Gips[14]
- 1906: Despair, Bronze[14]
- 1909: Porträtbüste des Vaters, Marmor[5][15]
- 1910: Richard Hoffmann, Marmor[14]
- 1910: Samuel B. Grimson, Bronze[5][14][A 1]
- 1910: William Astor Chanler, Bronze[14]
- 1910: Robert Bacon, Bronze[14]
- 1911: Russian Dancers, Bronze, Detroit Institute of Arts[5][14][16][A 2]
- 1912: La Frileuse, Vero Beach Museum of Art, Vero Beach[17]
- 1912: Mrs. Irwin L. Laughlin, Marmor[14]
- 1912: Bacchanale Russe, Bronze[5][14][18][A 3]
- 1912: L’Après-midi d’un Faun, Bronze[14][A 4]
- 1912: John Keats, Marmor[14]
- 1913: Frileuse, Bronze[14]
- 1913: Mort Exquise, Marmor[14]
- 1913: Roger Kahn, Terrakotta[14]
- 1914: Les Orientales, Bronze, Santa Barbara Museum of Art[14][19]
- 1915: Mort Exquise[20][21]
- 1915: Roger Kahn, Marmor[14]
- 1915: La Gavotte, Bronze, Metropolitan Museum of Art[14][22]
- 1915: Boy and Panther Cub, Bronze, Cleveland Museum of Art[14][23][24][25]
- Ca. 1916: Small Study for the Column of Life, Bronze[26]
- 1917: Richard Hoffman 3rd, Marmor und Gips[14]
- 1917: Bacchanale Russe, Bronze, Jardin du Luxembourg[12][14][18][A 5]
- 1917: Frederick Pierce, Marmor[14]
- 1917: Colonel Milan Pribicevic in Uniform, Bronze[14]
- 1917: Column of Life, Marmor und Bronze[14]
- 1918: Fidelia M. Hoffman, Marmor[14]
- Ca. 1918: Modern Crusader, Bronze, Smithsonian American Art Museum[14][27][28][29]
- 1918: James G. Croswell, Bronze[14]
- 1918: General Sir David Henderson, Simili Pierre[14]
- 1918: Colonel Philippe Bunau-Varilla, Bronze[14]
- 1918: John Muir, Bronze[14]
- 1918: My Mother, Marmor[30]
- 1919: Helen Clay Frick, Gips, Frick Collection, New York[31]
- 1919: Offrande, Marmor und Bronze, Art Institute of Chicago[14][32]
- Ca. 1920: The Offering, Bronze, Glenbow Museum, Calgary[33]
- 1920: Hindu Incense Burner, Bronze[14]
- 1920: Henry C. Frick, Marmor[14]
- 1921: La Péri, Bronze[5][14][A 6]
- 1921: Bill Working, Bronze[14]
- 1921: The Misses Cromwell (zusammen mit Edward McCartan), Basrelief, Bronze[14]
- 1922: The Sacrifice, Stein und Pierre de Caen, Harvard Art Museums, Cambridge[5][14][34][35][36][A 7]
- 1922: Robert Bacon, Bronze[14]
- 1922: Paderewski the Statesman, Bronze[14]
- 1922: Paderewski the Artist, Bronze[14]
- 1922: Paderewski the Man, Bronze[14]
- 1923: Paderewski the Friend, Gips[14]
- 1923: Paderewski the Man, Bronze auf Holz, Smithsonian American Art Museum[37]
- 1923: The Stateman[38]
- 1923–1925: Hand of Jean-Julien Lemordant, Bronze[14]
- 1924: Bacchanale Russe, Gips[14]
- 1924: Mrs. E. H. Harriman, Marmor und Bronze[14]
- 1924: Paul M. Warburg[14]
- 1924–1925: Anglo-American Friendship, Stein, Bush House, London[5][14][39][40][41][A 8]
- 1925: Boy Neptune, Bronze[14]
- 1925: Agnes Yarnall, Stein[14]
- 1925: Jean-Julien Lamordant, Simili Pierre[14]
- 1925: Ivan Mestrovic, Bronze, Brooklyn Museum[5][14][42]
- 1925: Frank Damrosch, Bronze[14]
- 1926: Keeling Girl, Marmor und Bronze[14]
- 1926: Torso, Granit[14]
- 1927: Elephant Hunter, Gips, Cedar Rapids Museum of Art[43]
- 1927: Vita Nova, Simili Pierre[14]
- 1927: Vita Nova, Bronze[14]
- 1927: Four Horsemen of the Apocalypse, Stein[44][A 9]
- 1927: War, Mosaik[14]
- 1927: Pegasus, Stein[14]
- 1927: Dr. William H. Draper and Dr. William K. Draper, Bronze[14]
- 1927: Senegale, Marmor[14]
- 1927–1932: 104 Skulpturen (Porträts, Köpfe, Büsten und Figuren)[14][45]
- 1928: Reitergruppe Death, Pestilence, Famine, War, Gips[14]
- 1928: Martinique Woman, Marmor, Brooklyn Museum[14][46][47][A 10]
- 1928: Cockfighter and Cock, Bronze[14]
- 1928: Giovanni Boldoni, Bronze, Smithsonian American Art Museum[48]
- 1928: Arab Stallion, Bronze[14]
- 1928: La Javanese, Harvard Art Museums, Cambridge[49]
- 1928: Mme. La Motte, Simili Pierre[14]
- 1928: Coal Man, Kohle[14][50][A 11]
- 1928: Brick Man, Ziegel[14]
- 1928: Lady Next Door, Simili Pierre[14]
- 1928: Mattressmaker, Bronze[14]
- 1928: Mme. Emma Eames, Marmor[14]
- 1928: Giovanni Boldoni, Bronze[14]
- 1928: Java Woman, Marmor[14]
- 1928: Senegalese Soldier, Marmor, Brooklyn Museum, New York[51]
- 1929: Martinique Woman, Sandelholz[14]
- 1929: Kiki, Simili Pierre und Bronze[14]
- 1929: Kiki, Marmor und Bronze[14]
- 1929: Rita de Acosta Lydig, Alabaster[14]
- 1929: Selbstporträt/Malvina Hoffman, Stein[7][14]
- 1929: Dr. Albert Simard, Bronze[14]
- 1929: Pulpit, Stein[14]
- 1930: Bushman Family, Bronze[52]
- 1930: Jewish Mausoleum[14]
- 1930: Percy Memorial, Stein und Bronze[14]
- 1930: John G. Shedd, Bronze[14]
- Ca. 1930: Senegal Man, Bronze[53]
- 1930: Cambodian Dancer, Bronze[14]
- 1931: Daboa, Bronze, Metropolitan Museum of Art[54]
- 1931: Mangbetu Woman, Bronze[55][56]
- 1931: Tibetan Woman, Bronze[57][58]
- 1931: Yuvuraj of Patiala, Gips, Cedar Rapids Museum of Arts[43]
- Ca. 1932: Unity of Mankind, Bronze[5][59][60][A 12]
- 1932: Rajput (aus der Serie Races of Man)[61]
- 1932: Cambodian Dancer in Costume, Bronze[14]
- 1932: Ni Polog, Metropolitan Museum of Art[62]
- 1932: Bali Fan Dancer, Bronze[14]
- 1932: Bali Girl, Gips, Cedar Rapids Museum of Arts[43]
- 1932: Samuel B. Grimson, Bronze[14]
- 1932: Mongolian Archer, Bronze[14]
- 1932: Anna Pavlova as Byzantine Madonna, Gips[14][63]
- 1932: Anna Pavlova, Wachs[14]
- 1932: Anna Pavlova, Bronze[14]
- 1932: Anna Pavlova, Marmor[14][64]Pavlova

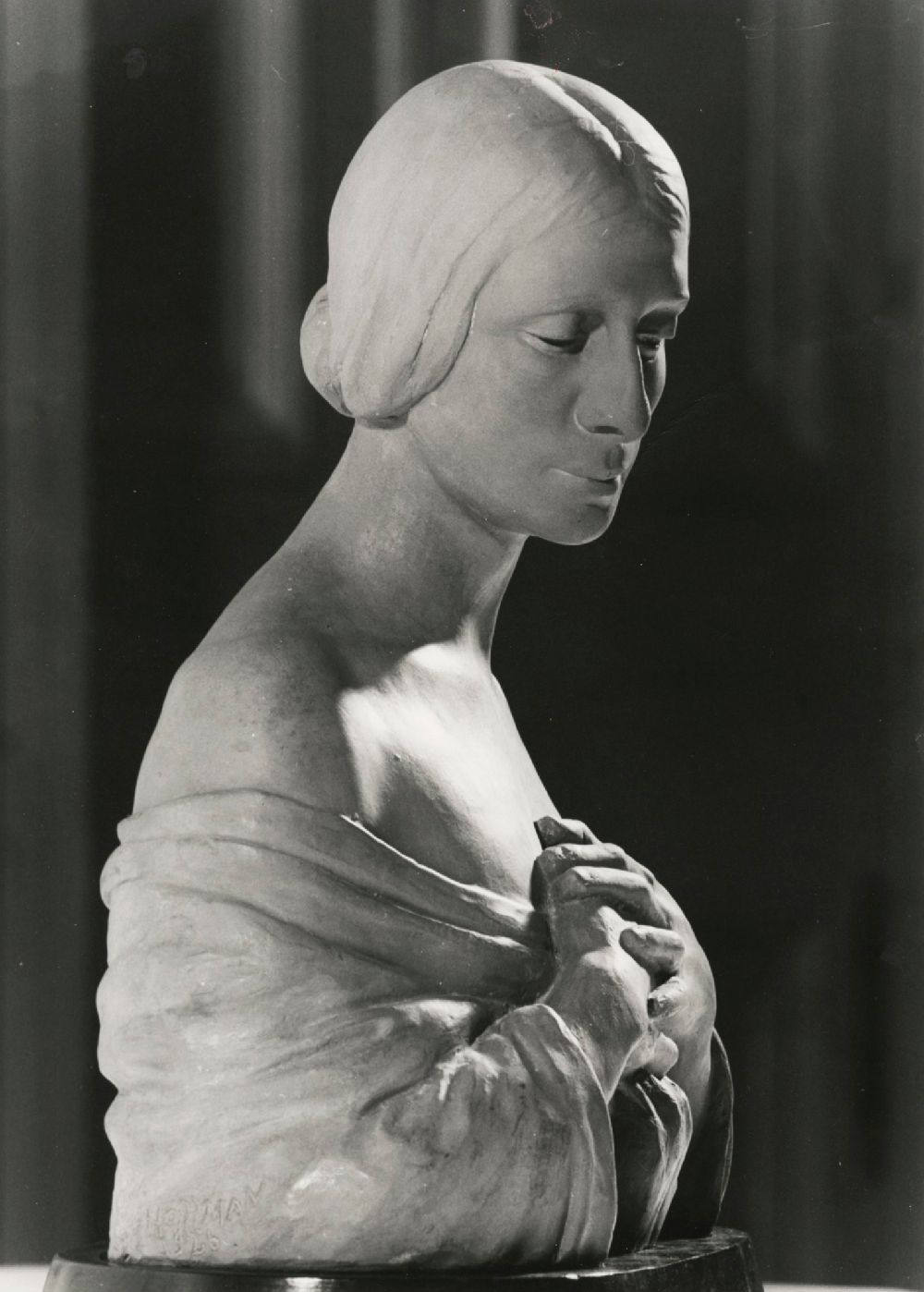
Pavlova

- 1933: Egyptian Dancer, Nyota Inyoka, Bronze[14]
- 1933: French Man (aus der Serie “Races of the World”), Bronze[65][A 13]
- 1933: Uday-Shankar, Bronze[14]
- 1933: John Thomson Hodgen, Bronze[14]
- 1933: Marquis of Reading, Bronze[14]
- Zwischen 1933 und 1941: Sioux Man, Bronze, Gilcrease Museum[66]
- Zwischen 1933 und 1941: Blackfoot Man (alternativer Titel: Sign Talk), Bronze, Gilcrease Museum[67]
- 1934: Solomon Islander Climbing a Palm Tree (aus der Serie “Races of the World”), Bronze[7][68]
- 1935: Austrian Man, Bronze[69]
- 1935: Marcel Griaule Pierot, Bronze[14]
- 1935: Felix M. Warburg, Bronze[14]
- 1935: Kinnicutt Fountain, Stein[14]
- 1935: Mrs. George G. Frelinghuysen, Marmor[14]
- 1935: Frances Rich, Marmor[14]
- 1935–1937: Memorial Panel for Groton School Chapel, Stein[14]
- Ca. 1936: Japanese Woman (aus der Serie “Races of the World”), Bronze[70]
- 1936: The Struggle of Elemental Man, Bronze, Syracuse University, New York[14][71][A 14]
- 1936: Adolph Ochs, Bronze[14]
- 1936: Girl on the Beach, Marmor und Bronze[14]
- Ca. 1936: Japanese Man, Bronze[72]
- 1937: Kashmiri in Attitude of Meditation, Bronze, Field Museum of Natural History[73][74]
- 1937: Miss Anne Morgan, Bronze[14]
- 1937: Goddess of Safety, Aluminium und Bronze[14]
- 1937: Bali Dancer, Bronze[14]
- 1937: Frank Roberts, Liberian Dancer, Bronze[14]
- 1937: Lila A. Stewart, Bronze[14]
- 1938: Orpheus and Eurydice, Stein[14]
- 1939: Coal Miners Returning From Work, Relief, Postamt Mahanoy City[75]
- 1939: Pagan’s Prayer, Bronze[14]
- 1939: Thomas L. Chadbourne, Bronze[14]
- 1939: St. Francis and His Animal Friends, Bronze[14]
- 1939: Dance International Fountain (Dances of the Races)[5][12][A 15]
- 1940: Afghan Kabuli Man (aus der Serie “Races of the World”), Bronze[76]
- 1940: Andaman Islander (aus der Serie “Races of the World”), Bronze[77]
- 1940: Anhui Chinese Man (aus der Serie “Races of the World”), Bronze[78]
- 1940: Arab Man (aus der Serie “Races of the World”), Bronze[79]
- 1940: Australian Aboriginal Woman (aus der Serie “Races of the World”), Bronze[80]
- 1940: Balinese Woman (aus der Serie “Races of the World”), Bronze[81]
- 1940: Burmese Man (aus der Serie “Races of the World”), Bronze[82]
- 1940: Cantonese Woman (aus der Serie “Races of the World”), Bronze[83]
- 1940: Carib Man (aus der Serie “Races of the World”), Bronze[84]
- 1940: Chinese Jinriksha man (aus der Serie “Races of the World”), Bronze[85]
- 1940: Chinese Man (aus der Serie “Races of the World”), Bronze[86]
- 1940: Dahomey Man (aus der Serie “Races of the World”), Bronze[87]
- 1940: Dyak Man (aus der Serie “Races of the World”), Bronze[88]
- 1940: English Man (aus der Serie “Races of the World”), Bronze[89]
- 1940: Ethiopian Hamite Man (aus der Serie “Races of the World”), Bronze[90]
- 1940: Ethiopian Woman (aus der Serie “Races of the World”), Marmor[91]
- 1940: Igorot Man (aus der Serie “Races of the World”), Bronze[92]
- 1940: Ituri Pygmy Family (aus der Serie “Races of the World”), Bronze[93]
- 1940: Jaipur Woman (aus der Serie “Races of the World”), Stein[94]
- 1940: Jakun Man (aus der Serie “Races of the World”), Bronze[95]
- 1940: Jicarilla Apache (aus der Serie “Races of the World”), Bronze[96]
- 1940: Kashmiri Man (aus der Serie “Races of the World”), Bronze[97]
- 1940: Mayan Man (aus der Serie “Races of the World”), Bronze[98]
- 1940: Sakai Man (aus der Serie “Races of the World”), Bronze[99]
- 1940: Samoan man (aus der Serie “Races of the World”), Bronze[100]
- 1940: Nubian Egyptian Man (aus der Serie “Races of the World”), Bronze[101]
- 1940: Nuer Warrior Shilluk man (aus der Serie “Races of the World”), Bronze[102]
- 1940: Italian Man (aus der Serie “Races of the World”), Bronze[103]
- 1940: Jakun Girl (aus der Serie “Races of the World”), Bronze[104]
- 1940: Javanese Girl (aus der Serie “Races of the World”), Bronze[105]
- 1940: Malay Man (aus der Serie “Races of the World”), Bronze[106]
- 1940: Manchu Chinese Man (aus der Serie “Races of the World”), Bronze[107]
- 1940: Mongol Man (aus der Serie “Races of the World”), Bronze[108]
- 1940: Navaho Man (aus der Serie “Races of the World”), Bronze[109]
- 1940: Padaung Woman (aus der Serie “Races of the World”), Bronze[110][111]
- 1940: Semang Man Pygmy (aus der Serie “Races of the World”), Bronze[112]
- 1940: Ubangi Woman (aus der Serie “Races of the World”), Bronze[113]
- 1940: Woman of Bali, Boy from Java (aus der Serie “Races of the World”), Bronze[114]
- 1940: Zulu Woman (aus der Serie “Races of the World”), Bronze[115]
- 1940: Breton Woman (aus der Serie “Races of the World”), Bronze[116]
- 1940: Batwa Pygmy Boy (aus der Serie “Races of the World”), Bronze[117]
- 1940: Korean Man (aus der Serie “Races of the World”), Bronze[118]
- 1940: Toda Man (aus der Serie “Races of the World”), Bronze[119]
- 1940: Turkish Man (aus der Serie “Races of the World”), Bronze[120]
- 1941: Vertebrate Anatomy[90]
- 1941: Arthur Bodansky, Bronze[14][121]
- 1941: Ernest Peixotto, Bronze[14]
- 1941: Paderewski-Last Phase, Bronze[14]
- 1942: Winnie, Bronze[14]
- 1942: Mrs. Garfield King, Terrakotta[14]
- 1942: Stanley Field, Bronze[14][122]
- 1942: Archie Gibbs, Gips[14]
- 1942: Charles Armand de Rouge, Galvanisierung[14]
- 1943: Basque Sailor, Gips[14]
- 1943: Adelaide Nutting Medal, Bronze[14]
- 1944: Dr. Sanford Gifford, Bronze und Terrakotta[14]
- 1944: William Adams Delano, Bronze[14]
- 1944: Wendell L. Willkie, Bronze[14]
- 1944: Unicorn, Bronze auf Marmor[14]
- 1944: Lion, Bronze auf Marmor[14]
- 1946: Wedell Garden Memorial Plaque, Marmor[14]
- 1946: Christ Walking on the Water, Bronze[14]
- 1946: Thomas J. Watson, Bronze[14]
- 1946: Randolph Winslow, Bronze[14]
- 1946: Rosen Memorial Shaft, Granit[14]
- 1946: Edward S. Harkness, Bronze[14]
- 1947: George B. Cutten, Bronze[14]
- 1948: Afghan Man[123]
- 1948: Berber Man, Field Museum of Natural History[124]
- 1948: Rajputana Woman, Field Museum of Natural History[125]
- 1948: Jester, Bronze auf Marmor[14]
- 1948: Dr. Lecomte de Nouy[14]
- 1948: Henry James, Bronze[14]
- 1948: Dr. Harvey Cushing, Bronze[14]
- 1948: Armand de Rouge[14]
- 1948: Penry James, Bronze[14]
- 1948: Pierre Teilhard de Chardin, Bronze[14]
- 1948: He telleth the number of the stars, He calleth them all by their names, Gedenktafel für Büros der IBM, Bronze[14]
- 1948: Flagpole, World War II Memorial, ehemaliges IBM-Gelände in Endicott, New York[5][A 16]
- 1948–1949: Gedenkfahnenmasten für IBM, Bronze auf Granit[14]
- 1949: Dean Virginia Gildersleeve, Bronze[14]
- 1949: Lucy Archbold, Bronze[14]
- 1948–1950: Skulpturen Angel und Two Roundels für das War Memorial in Épinal, Vogesen[14][36][126][127]
- 1950: Royal Air Force Trophy, Bronze[14]
- 1950: Swami Vivekananda, Bronze[14]
- 1951: Henry E. Perry, Bronze[14]
- 1951: Sri Ramakrishna, Alabaster und Bronze[14][128][A 17]
- 1952: Citizen Thomas Paine, Bronze[14]
- 1952: Walter Rosen, Bronze[14]
- 1953: Dying Bull (aus der Bullfight-Serie), Bronze[14]
- 1953: Young Bull (aus der Bullfight-Serie), Bronze[14]
- 1953: Picador (aus der Bullfight-Serie), Bronze[14]
- 1953: Banderillero (aus der Bullfight-Serie), Bronze[14]
- 1953: Matador with Capa (aus der Bullfight-Serie), Bronze[14]
- 1953: Matador with Sword (aus der Bullfight-Serie), Bronze[14]
- 1953: Verónica (aus der Bullfight-Serie), Bronze[14]
- 1953: Momento de la Verdas (aus der Bullfight-Serie), Bronze[14]
- 1953: Dr. Selman Waks, Bronze[14]
- 1953: Holy Mother of India, Bronze[14]
- 1953: Henry de Monfreid, Bronze[14]
- 1953: Milliken Road Marker, Granit[14]
- 1955: Ruth Slenzcynska, Bronze-Medaille[14]
- 1955: Brotherhood of Man, Bronze-Medaille[14]
- 1955: Portuguese Horseman, Bronze[14]
- 1955: Quality of Mercy Is Not Strained, Bronze-Plakette[14][A 18]
- 1955: William Francis Gibbs[14]
- 1955: Alice Laughlin, Terrakotta[14]
- 1955: St. Andrew, Bronze auf Holz[14]
- 1956: Dr. Charles Malik, Bronze[14]
- 1956: 13 Flachrelieftafeln für die Fassade des Joslin Diabetes Center in Boston, Stein[5][14][A 19]
- 1957: John Keats, Terrakotta[14]
- 1957: Dr. Elliott P. Joslin, Terrakotta[14]
- 1958: Kleine Figuren aus Bronze, Terrakotta[14]1. Gebogener Mann über einer stehenden Figur 2. Mann, der einen Handstand über einer Figur unter ihr macht 3. Der Kopf eines Mannes lehnt sich gegen einen unter ihm stehenden Mann 4. José Limón in Tanzpose 5. Russian Dancer 6. Torch Bearer 7. Zwei Männer machen einen Handstand auf einem dritten Mann unter ihnen
- 1958: Unknown Lady, Stein[14]
- 1958: Marshall Field 3rd, Bronze[14]
- 1959: Trinity School Plaques, Bronze[14]
- 1961–1962: Katharine Cornell, Bronze[14]
- 1961–1962: Bayard Dodge, Bronze[14]
- 1961–1962: Walter Rothschild, Bronze[14]
- 1961–1962: Henry David Thoreau, Gips[14]
- 1961–1962: Henry David Thoreau, Bronze[14]
- 1961–1962: Marguerite Youncenar, Terrakotta[14]
- 1963: Professor William Ernest Hocking, Bronze[14]
- 1963: Swami Nikhilananda, Bronze[14]
- 1963: Frank Talbott, Bronze[14]
- 1963: Henry Clay Frick, Stein[14]
- Ohne Datum: Burmese Woman (aus der Serie “Races of the World”), Bronze[129]
- Ohne Datum: Somali Man (aus der Serie “Races of the World”), Bronze[130]
- Ohne Datum: The Column of Life, Nasher Museum of Art at Duke University[67]
- Ohne Datum: Chinese student (aus der Serie “Races of the World”), Bronze[131]

## Ausstellungen
- 1910: National Academy Museum and School (Porträtbüste von Malvina Hoffmans Vater)[5]
- 1914: Leicester Galleries, London[5]
- 1915: Panama-Pacific International Exposition, San Francisco[5]
- 1917: Brooks Reed Gallery, Boston[5]
- 1921: Ferargil Gallery, New York (erste Einzelausstellung)[5]
- 1928–1929: Exhibition of Recent Sculpture and Drawings by Malvina Hoffman, Grand Central Art Galleries, New York[5][132][A 20]
- 1930er-Jahre: Tom Tom Drummer, American Museum of Natural History[133]
- 1930er-Jahre: Daboa Dancing Girl, American Museum of Natural History[133]
- 1933: The Living Races of Man, Bronze, Field Museum of Natural History, Chicago[7][45][134][135][136][A 21]
- 1933: Les races humaines, Musée d’Ethnographie du Trocadero, Paris[5]
- 1934: The Races of Man, Grand Central Galleries, New York[5][137]
- 1936–1966: The Living Races of Man, Bronze, Field Museum of Natural History, Chicago[1][134]
- 1937: A Comprehensive Exhibition of Sculpture by Malvina Hoffman, Virginia Museum of Fine Arts, Richmond[5][138]
- 1939: New York World’s Fair[71]
- 1980: Malvina Hoffman, Far Gallery, New York[139]
- 1984: A Dancer in Relief: Works by Malvina Hoffman, Hudson River Museum, New York[139]
- 1984: The Woman Sculptor: Malvina Hoffman and Her Contemporaries, Berry-Hill Galleries, New York[139]
- 2014–2015: Frontier to Foundry: the Making of Small Bronze Sculpture in the Gilcrease Collection, Gilcrease Museum[67]
- 2016: Looking at Ourselves: Rethinking the Sculptures of Malvina Hoffman, Field Museum of Natural History[45][140][141][A 22]

## Preise und Auszeichnungen
- 1910: Auszeichnung für Russian Dancers, Salon de Paris[44]
- 1911: Erster Preis für Bacchanal Russe, Paris[44]
- 1912: Erster Preis für Russian Dancers, Salon de Paris[5][12]
- 1915: Auszeichnung in der Panama-Pacific International Exposition, San Francisco[44]
- 1917: Julia S. Shaw Gedenkpreis für Bacchanal Russe, National Academy Museum and School[44]
- 1920: George D. Widener Goldmedaille, Pennsylvania Academy of the Fine Arts[44]
- 1920: Ordre des Palmes Académiques[44]
- 1921: St.-Sava-Orden[44]
- 1921: Helen Foster Barnett Preis, National Academy Museum and School[44]
- 1924: Elizabeth N. Watrous Goldmedaille, National Academy Museum and School[44][4]
- 1925: Preis der Concord Art Association[44]
- 1935: Joan of Arc Goldmedaille der National Association of Women Artists[44]
- 1935: Auszeichnung für herausragende Leistung durch die Professional Woman's League (New York)[44]
- 1937: Auszeichnung für herausragende Leistung durch die American Woman Suffrage Association[44]
- 1937: Ehrendoktor in Literatur der Mount Holyoke College[44]
- 1937: Ehrendoktor der Bildenden Kunst, University of Rochester[44]
- 1939: Ausgewählt als eine von zwölf Frauen, deren Arbeit im letzten halben Jahrhundert am meisten zur Verbesserung der Menschheit beigetragen hat im Rahmen der 1939 New York World’s Fair[44]
- 1945: Ehrendoktor der Bildenden Kunst, Northwestern University[44]
- 1951: Ehrenlegion[44]
- 1955: Ehrendoktor, Bates College[44]
- 1957: Kürung zur Frau des Jahres durch die American Association of University Women[44]
- 1962: Goldmedaille für Mongolian Archer durch die Allied Artists of America[44]
- 1964: Goldene Ehrenmedaille durch die National Sculpture Society[4][44][142]

## Publikationen
- Malvina Hoffman: Sculpture Inside and Out, 1939[143][A 23]
- Malvina Hoffman: Heads and tales, Garden City Publishing Company, New York, 1943[144][145]
- Malvina Hoffman: Yesterday is Tomorrow. A Personal History, New York, 1965[146]

## Rezeption
Einige Kunstkritikerinnen und -kritiker betrachteten die Ausstellung „The Races of Man“ als „one of the most popular exhibitions in the world“. Im Nachruf der New York Times wurde Malvina Hoffman als „one of the few women to reach first rank as a sculptor“ bezeichnet.

Galerie
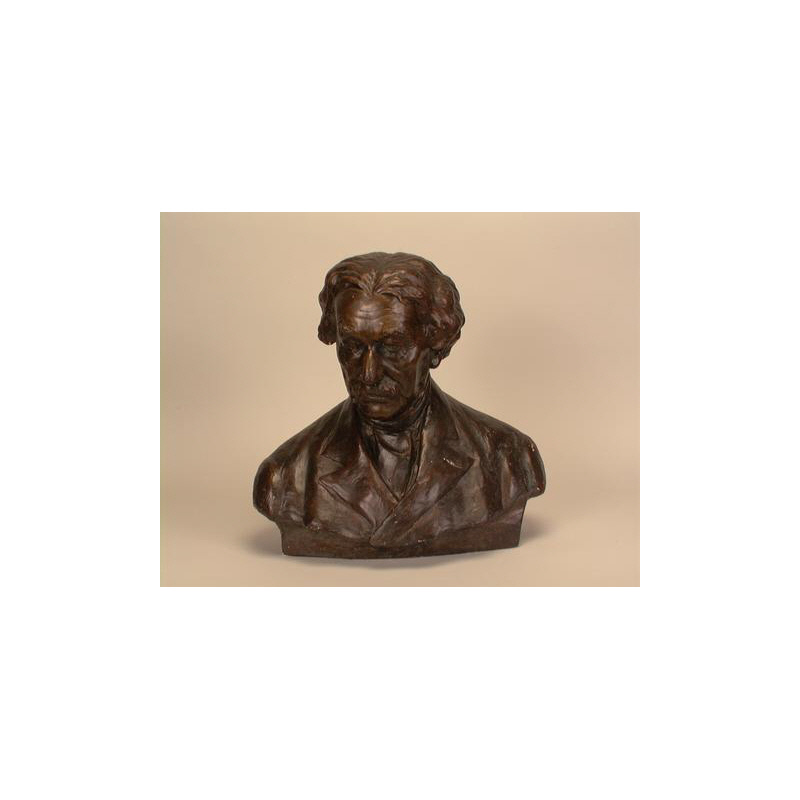
Richard Hoffman (1909)
Mort Exquise (1913)
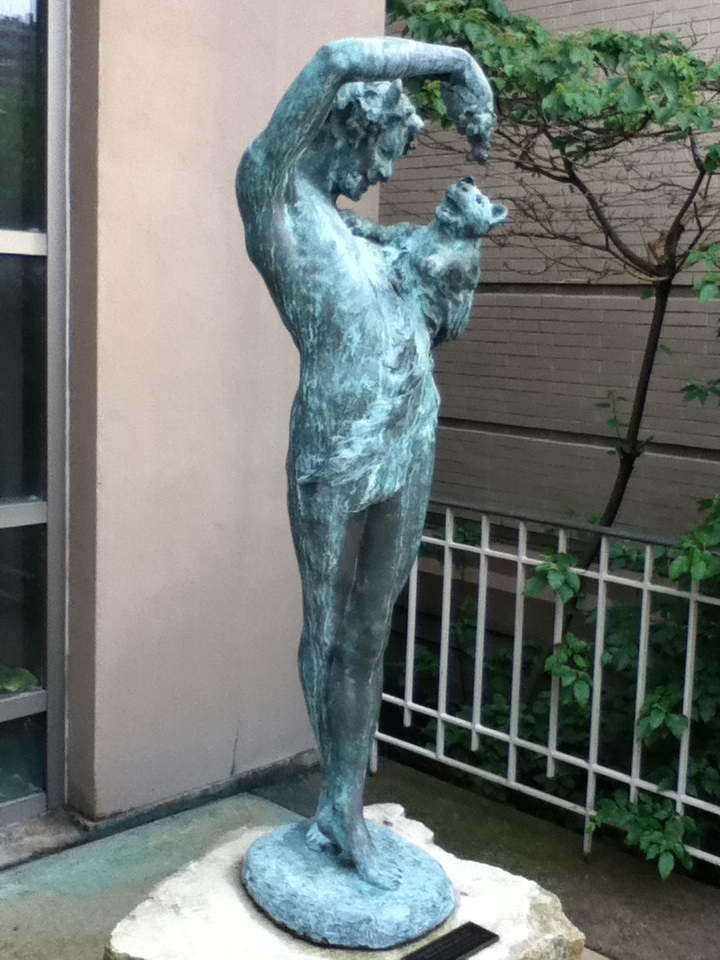
Boy and Panther Cub (1915)
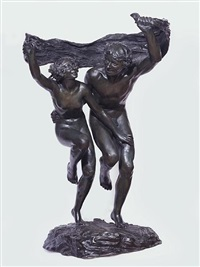
Bacchanale Russe (1917)
My Mother (1918)
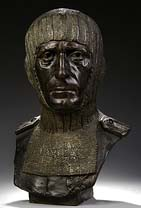
Modern Crusader (ca. 1918)
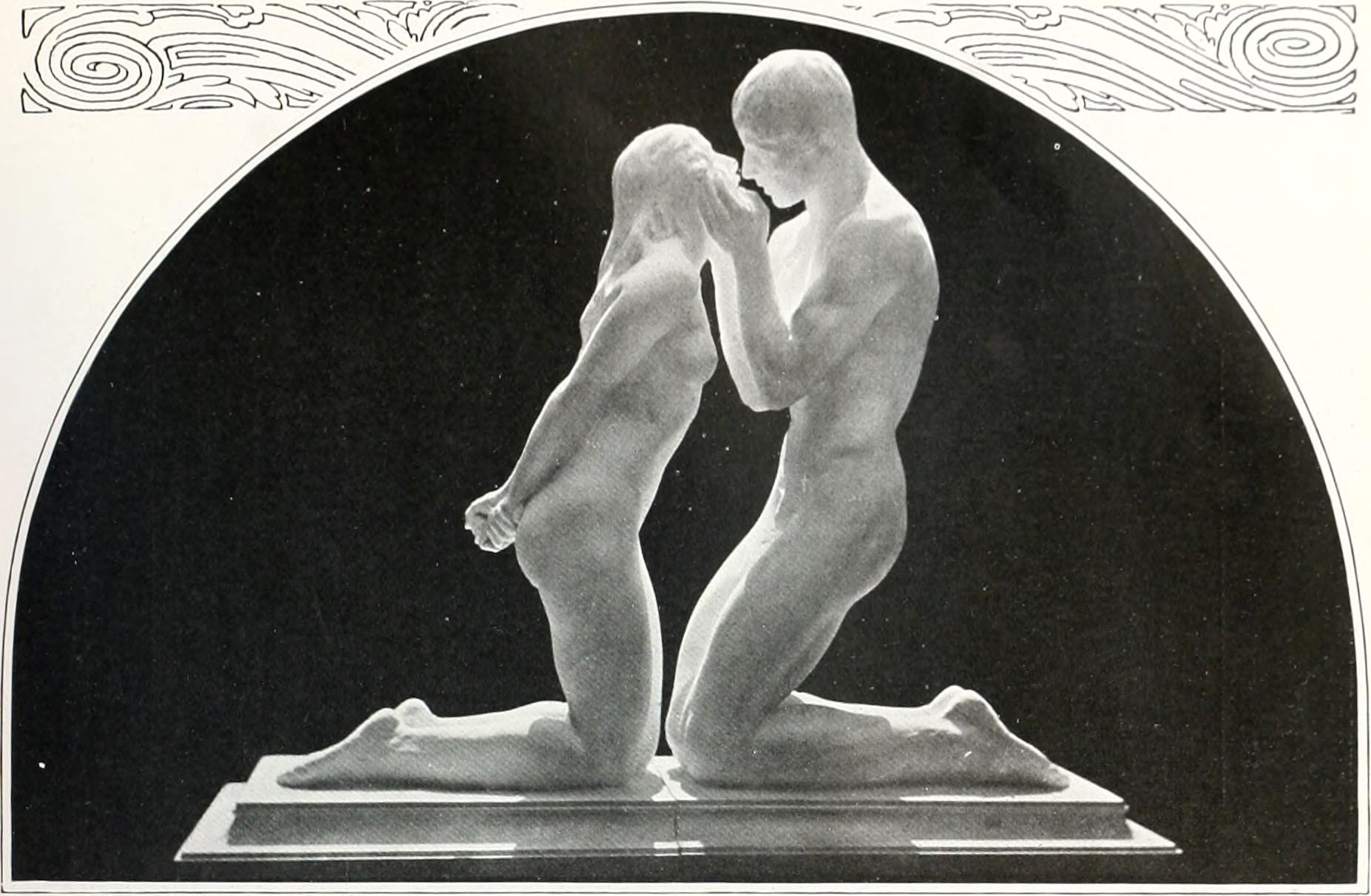
The Offering (1920)
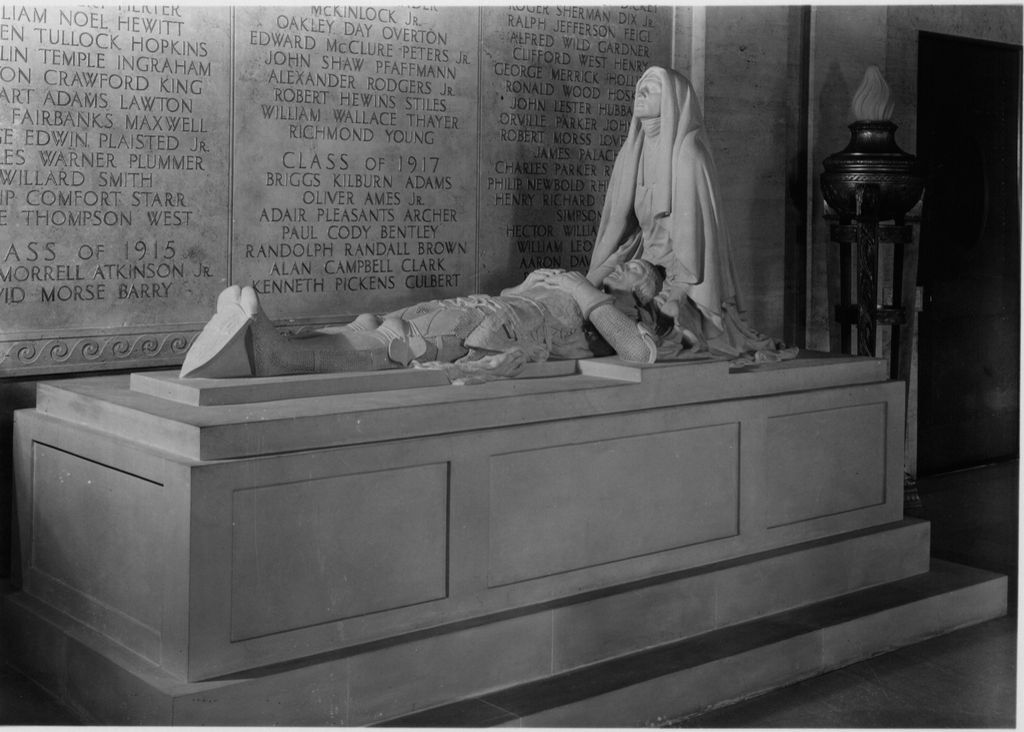
The Sacrifice (1922)
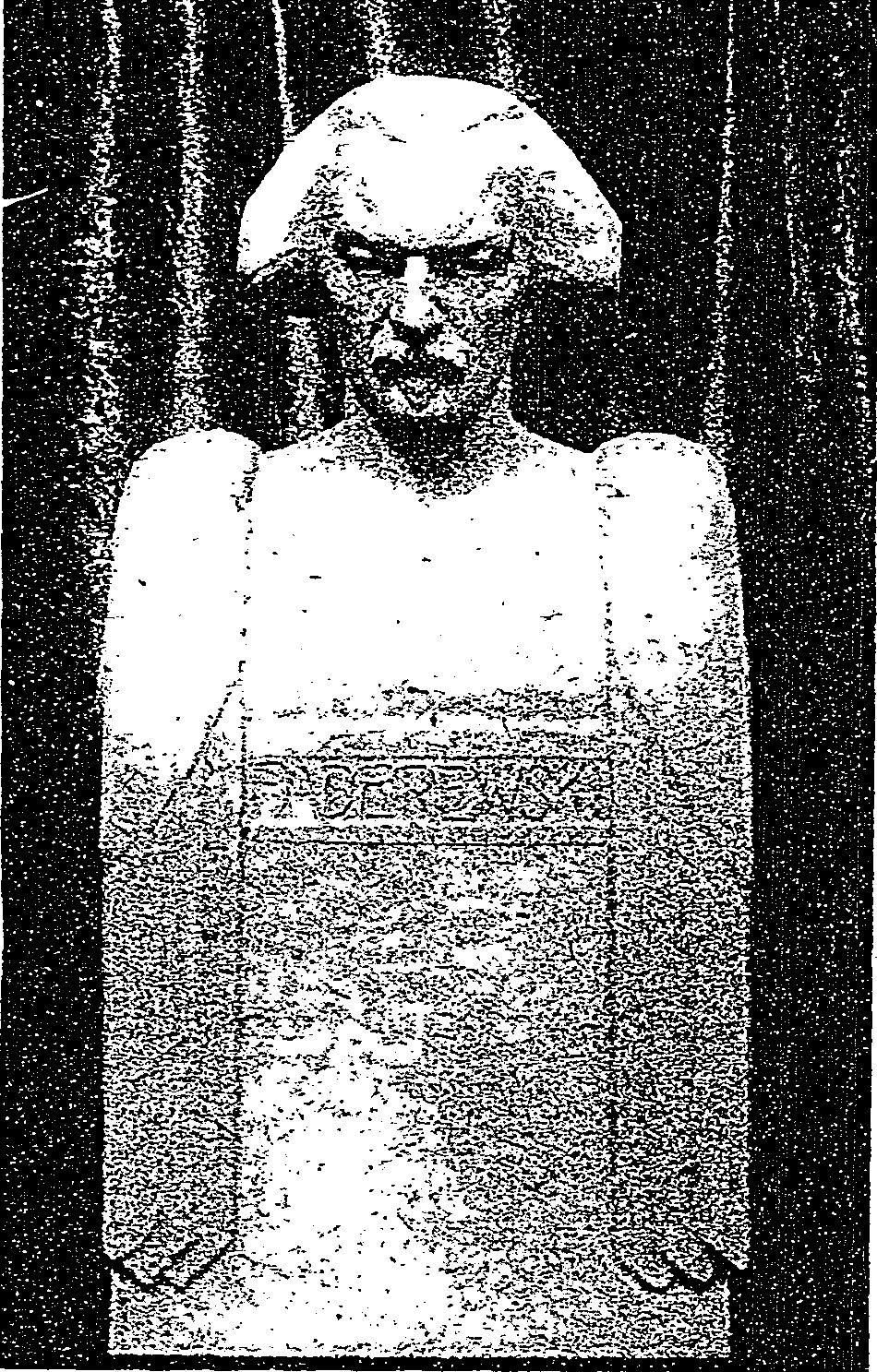
The Stateman (1923)
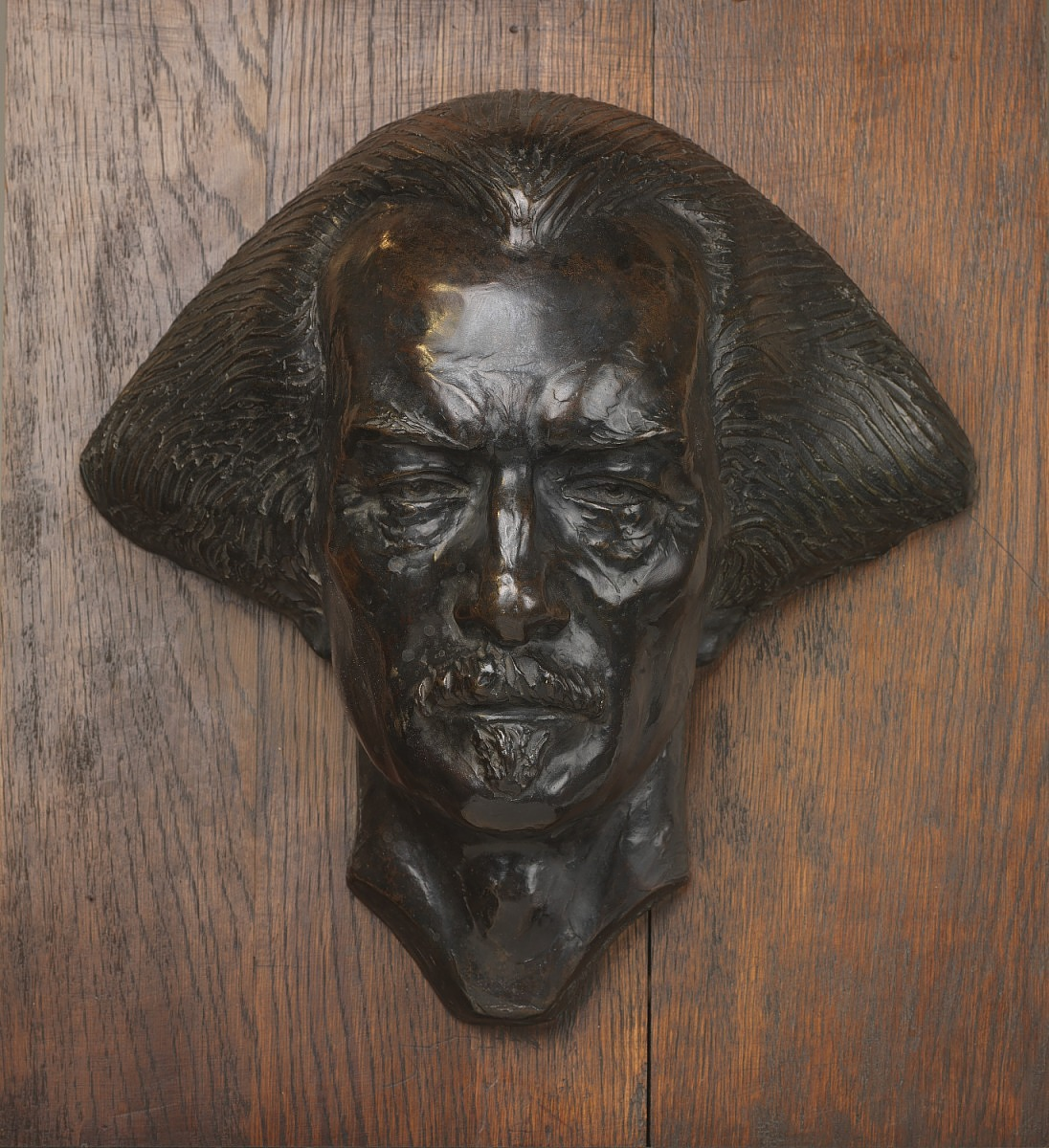
Paderewski the Man (1923)
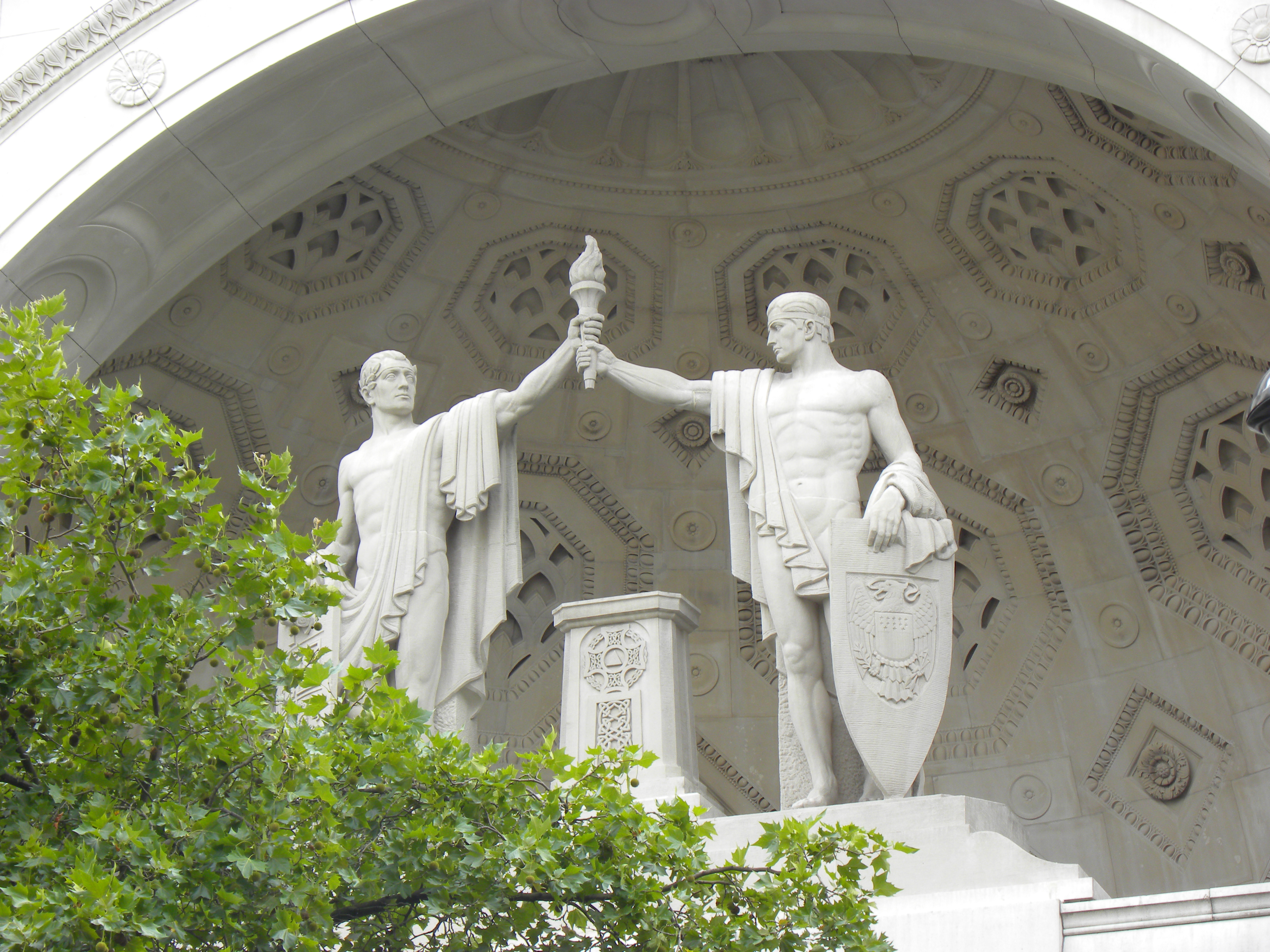
Anglo-American Friendship (1924)
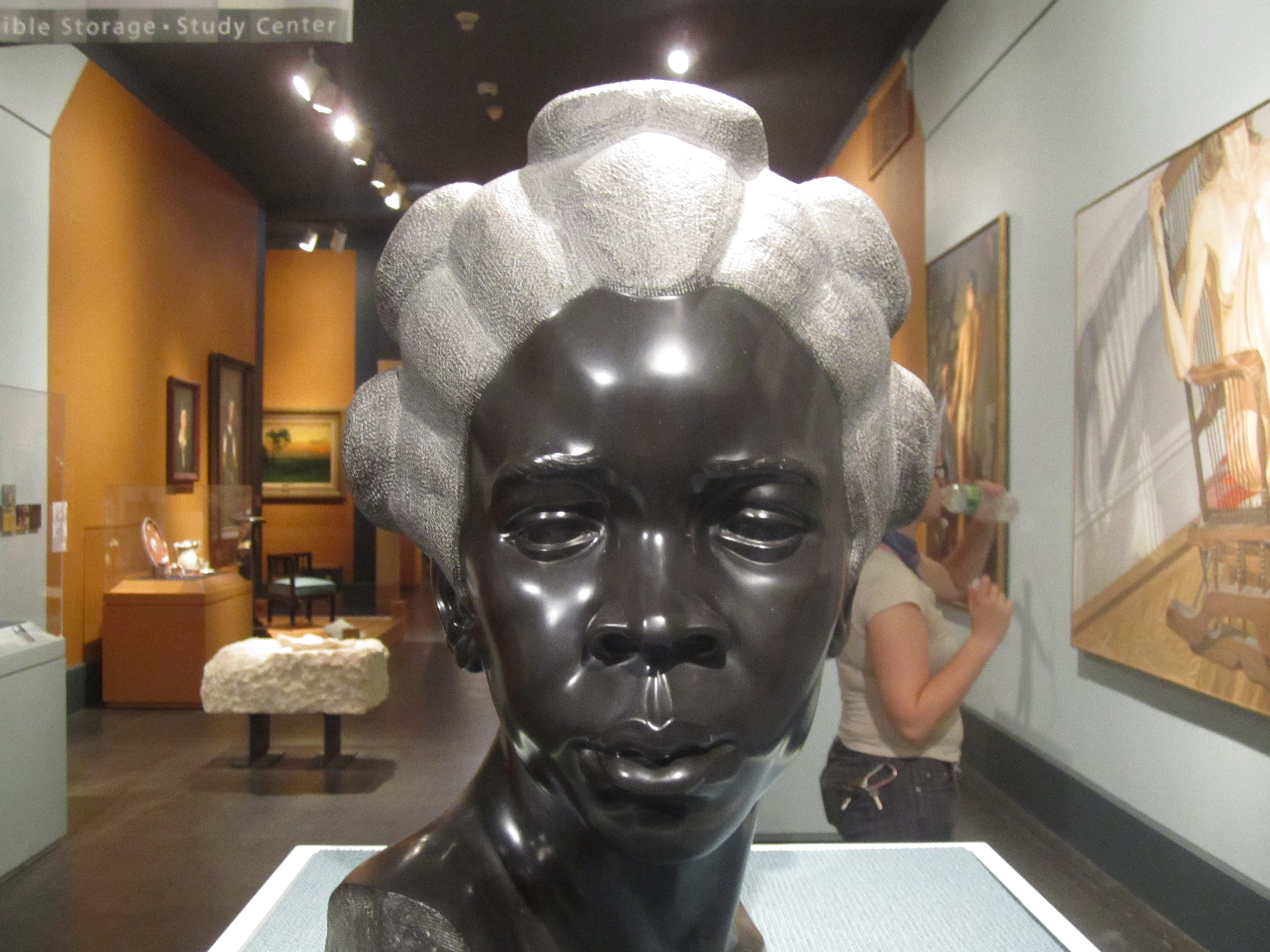
Martinique Woman (1928)
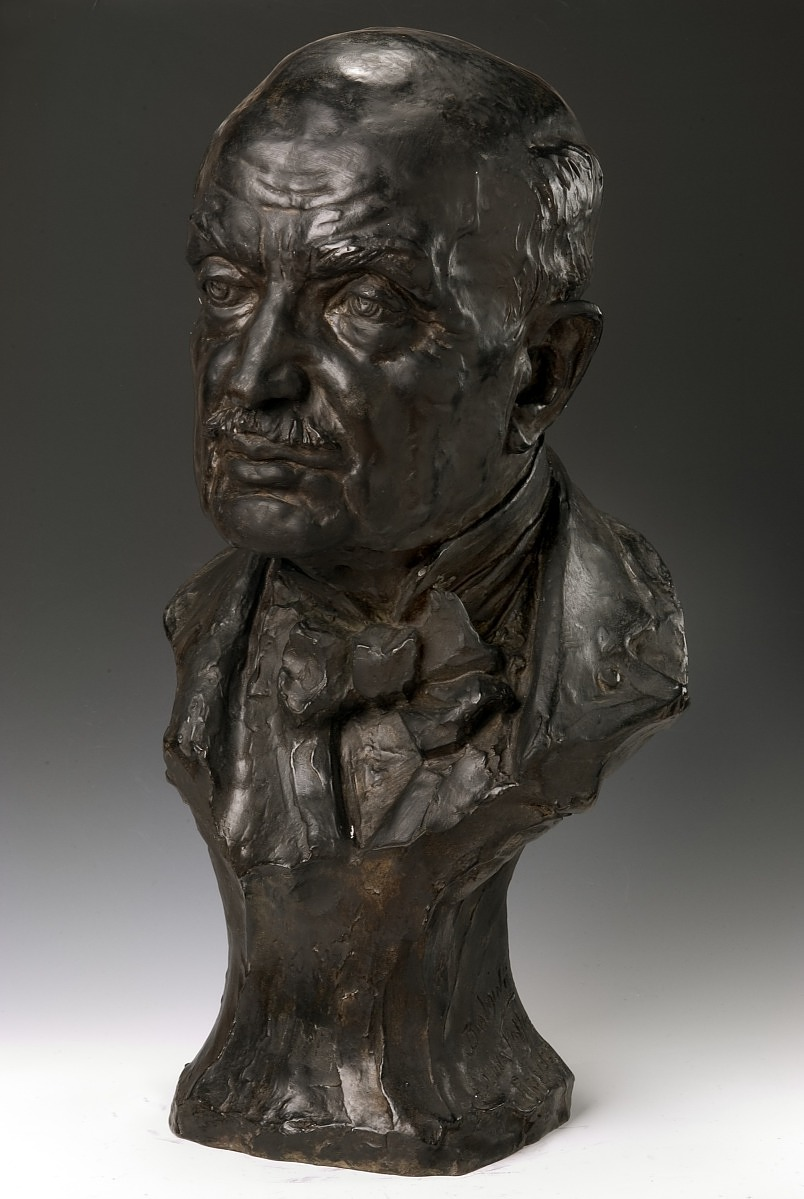
Giovanni Boldini (1928)
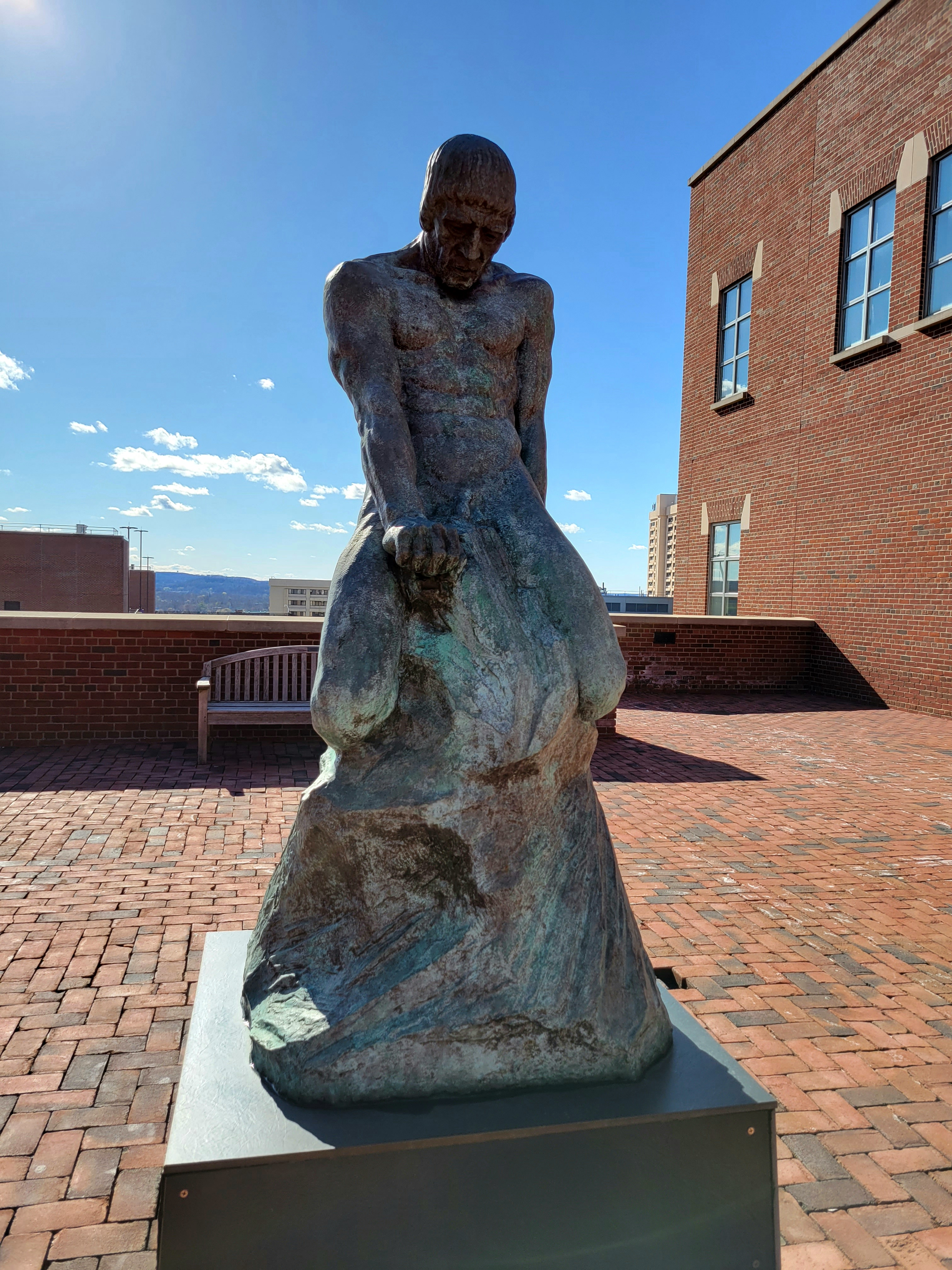
The Struggle of Elemental Man (1936)
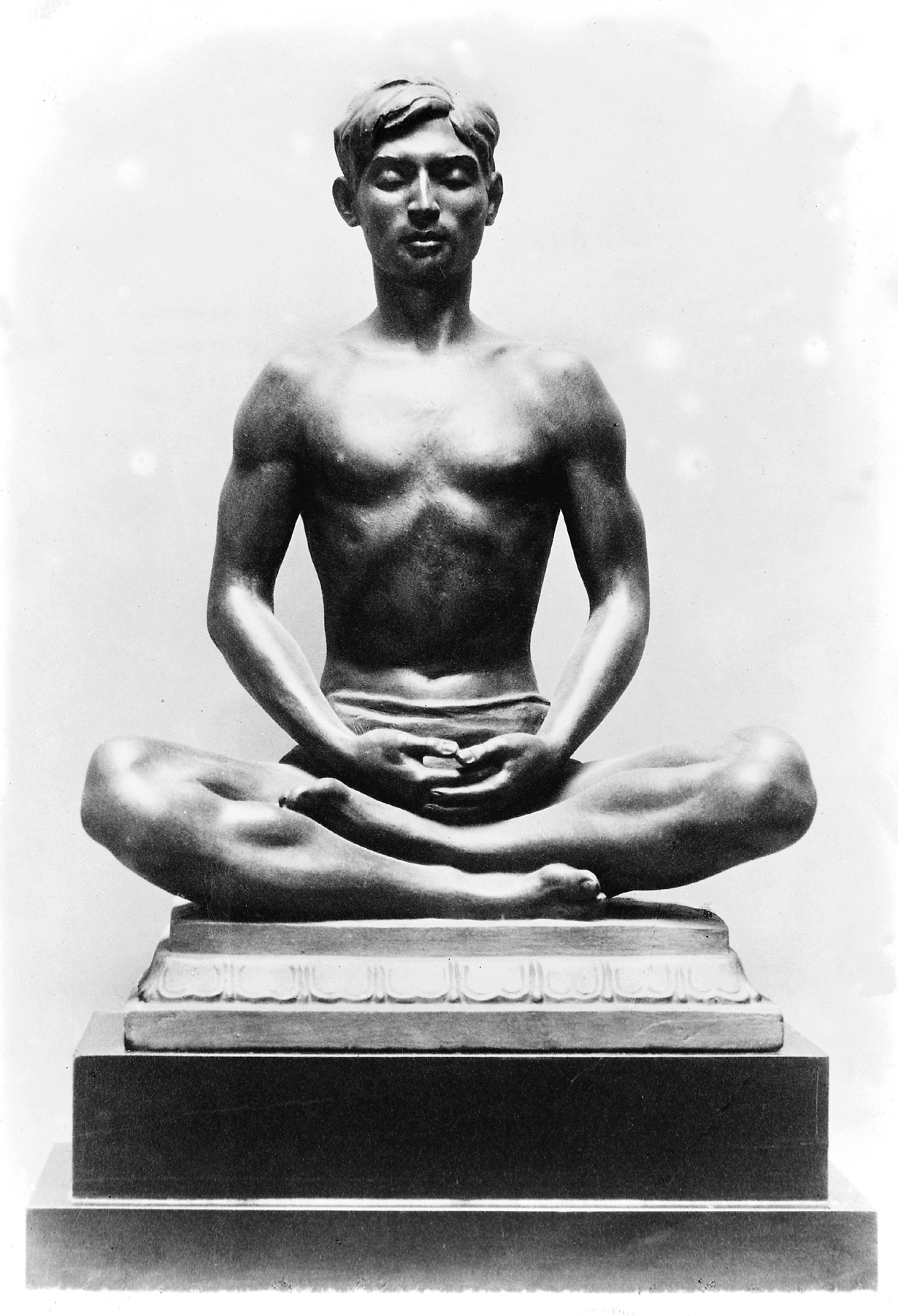
Kashmiri in Meditation (1937)
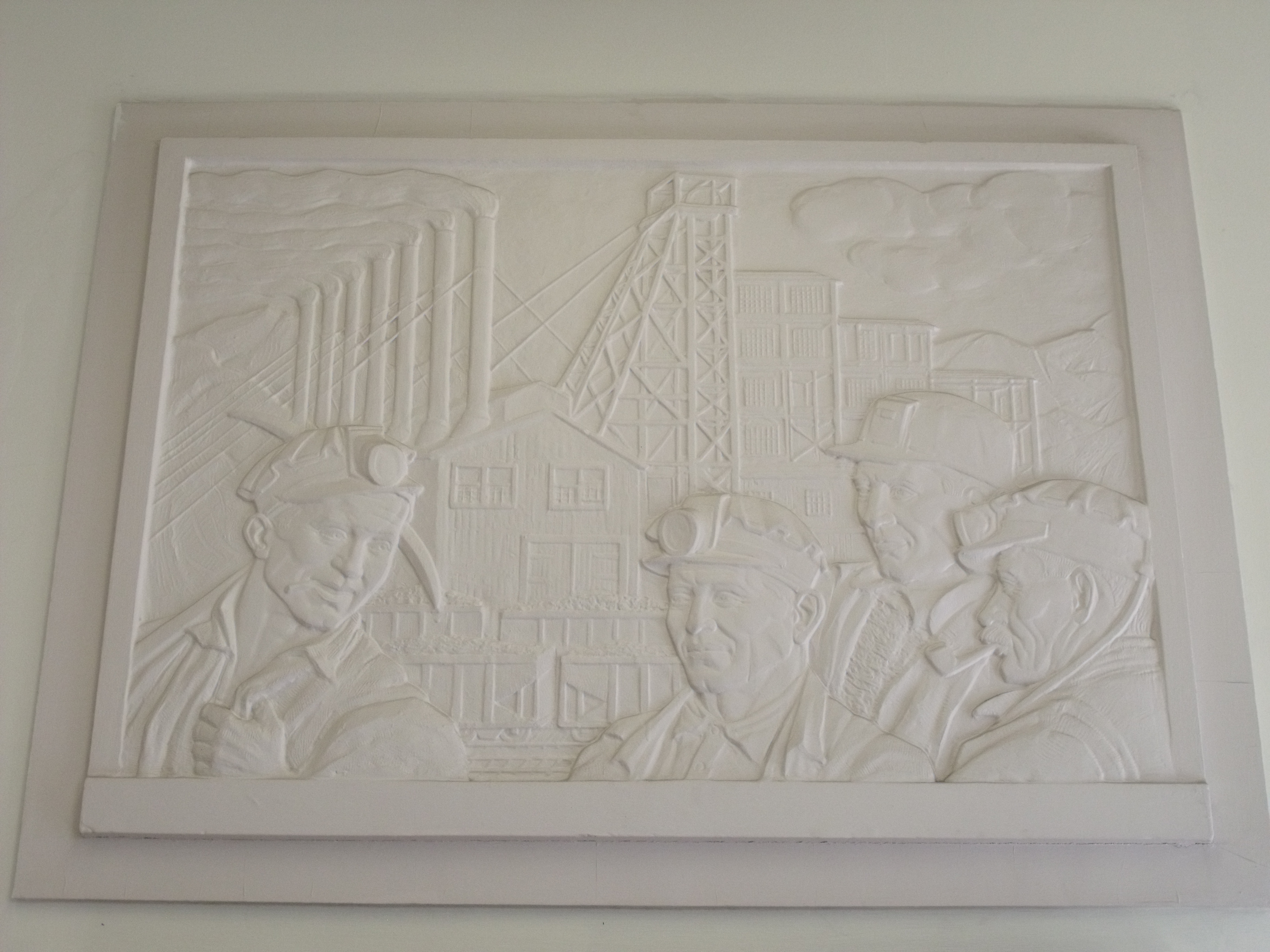
Coal Miners Returning From Work (1939)
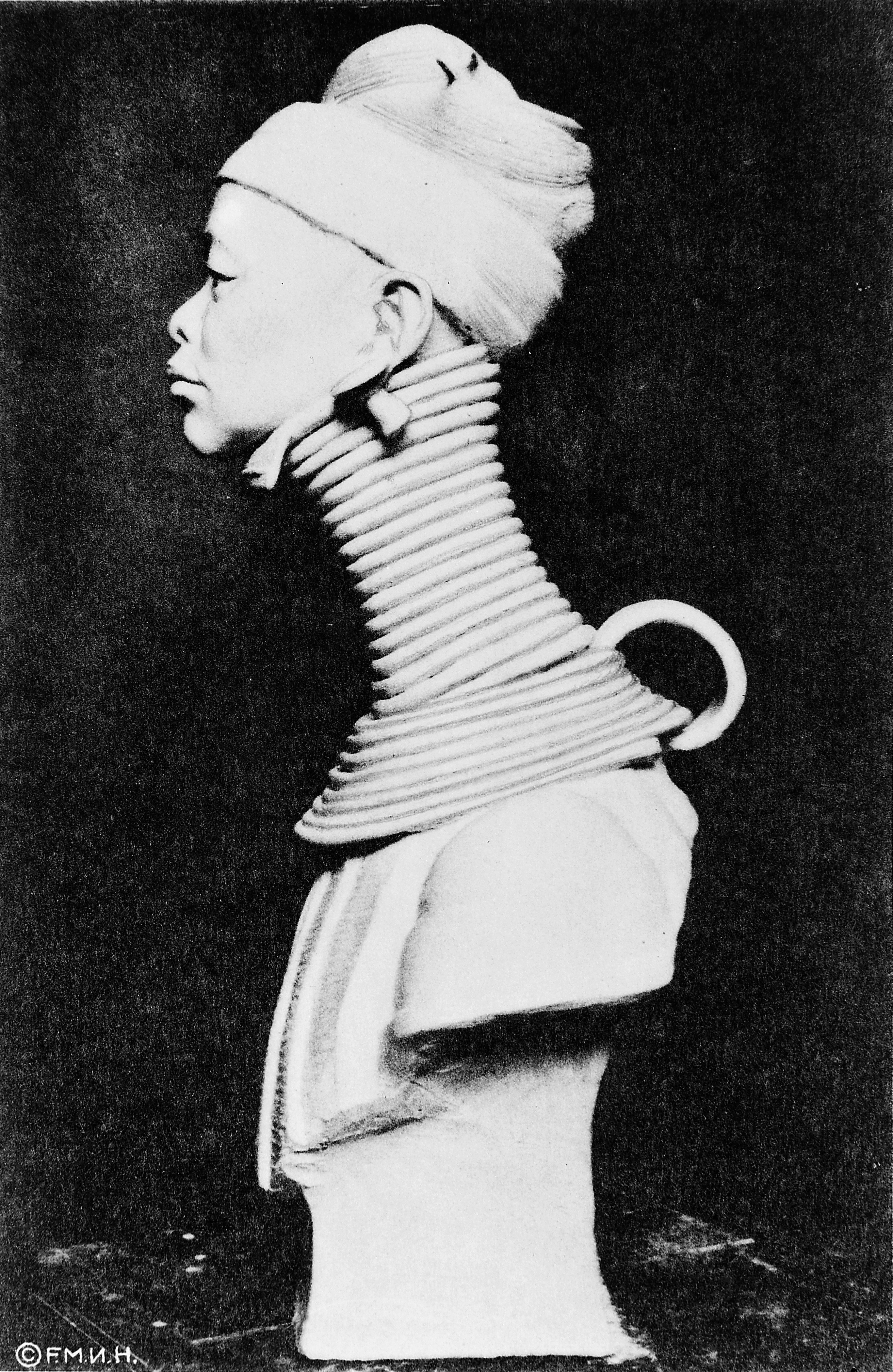
Padaung woman